# 宮武東洋

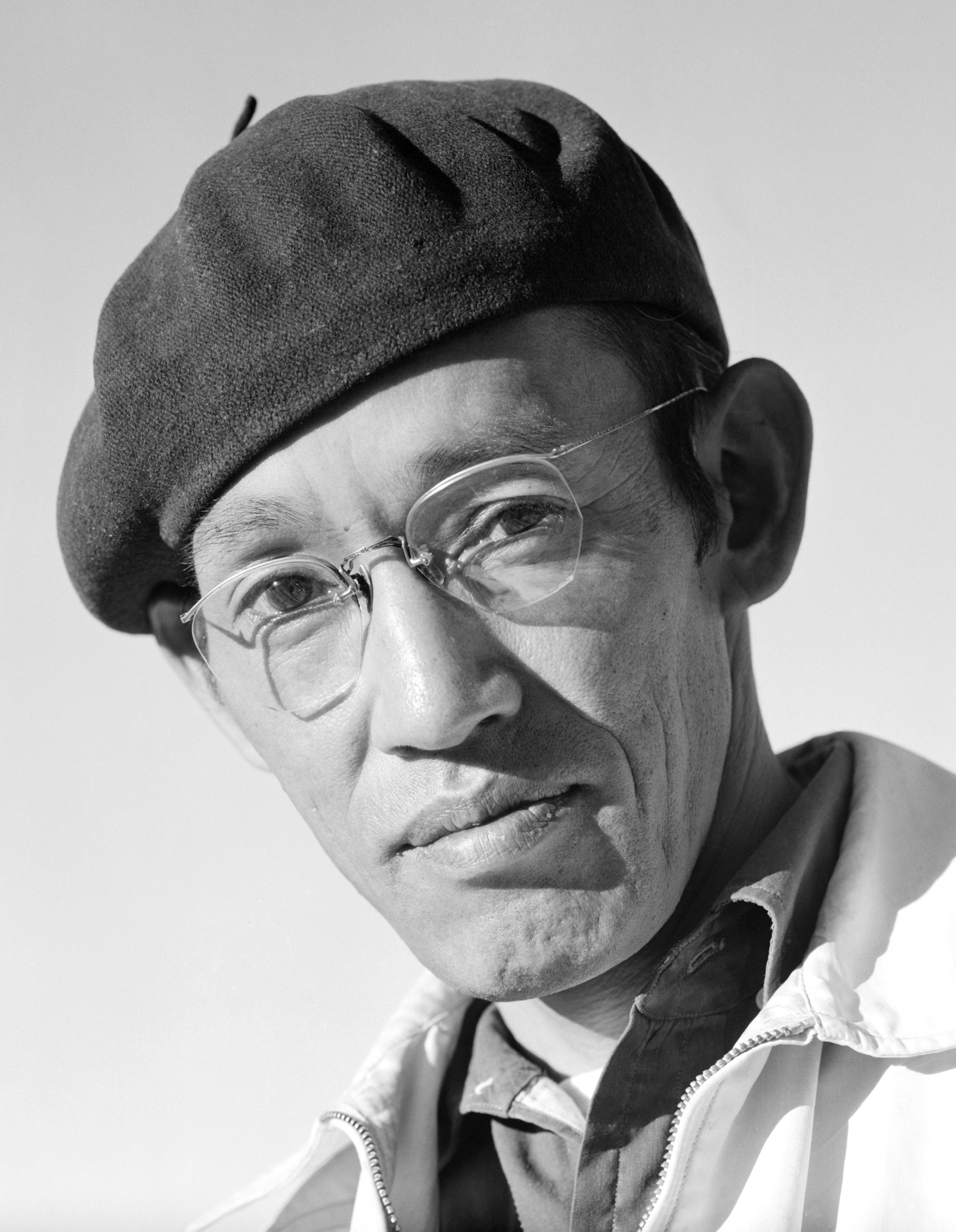
宮武東洋，攝於1943年

宮武東洋（Tōyō Miyatake，1896年—1979年），日籍的美國攝影師，他忠實的記錄二戰時日本人與美國人之間的交流。
出生於香川縣，1909年移往美國和父親相聚。對攝影產生高度興趣。1923年，他買了照相館。
戰爭結束後，全家回到洛杉磯。宮武一家人很幸運的團聚，不像許多日本人失去了他們的家園。1971年他的妻子比呂（Hiro）去世。宮武東洋從東洛杉磯移居周邊的蒙特利公園。